# Listopad 2008
1. listopadu – sobota
 V důsledku dlouhodobých silných dešťů byla některá území Vietnamu postižena silnými povodněmi. V Hanoji je na ulicích metr vody a je hlášeno přes 20 obětí na životech. 
2. listopadu – neděle
 Mistrem světa jezdců Formule 1 se v brazilském Interlagosu po dramatickém závěru stal Lewis Hamilton. Poslední závod sezóny vyhrál Felipe Massa. 
3. listopadu – pondělí
 Na Slovensku byla zahájena dostavba třetího a čtvrtého bloku jaderné elektrárny Mochovce s předpokládanými náklady ve výši cca 2,8 miliardy eur. 
4. listopadu – úterý
 Příštím prezidentem USA byl zvolen Barack Obama. 
 V Los Angeles zemřel spisovatel a scenárista Michael Crichton. 
6. listopadu – čtvrtek
 V asijské tržnici TTTM Sapa v Praze Libuši, zvané také „Malá Hanoj“, vypukl rozsáhlý požár. Na místě zasahuje 350 hasičů z 55 jednotek. Byla vyžádána posilová technika ze Středočeského, Jihočeského a Plzeňského kraje. Požár je svým rozsahem a nasazením sil a prostředků větší, než nedávný zásah na hořící Průmyslový palác na Výstavišti. Zasahující hasiči se potýkají s problémy při zásobování vodou. Požár se následkem zřícení konstrukcí skladu textilních výrobků šíří a nedaří se jej dostat pod kontrolu. Hala ve které hoří, nebyla nikdy projektovaná pro skladování textilu. Celý areál obklopují vietnamští obchodníci, mající své stánky uvnitř hořícího objektu. Vlivem mlhy a nízké oblačnosti se produkty hoření drží při zemi a nerozptylují se. Policie radí obyvatelům Prahy 4 nevětrat a nevycházet z domovů. Dle meteorologů by se situace měla zlepšit v odpoledních hodinách. V oblasti je omezena doprava. 
8. listopadu – sobota
 Novozélandské parlamentní volby jasně vyhrála dosavadní pravicová opoziční Novozélandská národní strana se 45 % hlasu před Labouristickou stranou s 33 % hlasů. 
9. listopadu – neděle
 V průběhu námořních zkoušek nové ruské atomové ponorky Něrpa zahynulo nejméně 20 osob po zásahu plynným freonem. Příčinou neštěstí byl chybně spuštěný hasicí systém ponorky. 
10. listopadu – pondělí
 V Itálii zemřela jihoafrická zpěvačka Miriam Makeba známa též jako Mama Afrika, která jako první zpěvačka černé pleti získala Grammy. 
 Na pěti maďarsko-slovenských hraničních přechodech došlo k protestům maďarských pravicových radikálů s částečnou blokádou provozu v reakci na zásah slovenské policie při nedávném fotbalovém utkání v Dunajské Stredě. 
11. listopadu – úterý
 Cenu ministra životního prostředí předal Martin Bursík sedmi českým osobnostem, mezi nimiž jsou např. Miloš Anděra, Petr Fejk, Martin Braniš, in memoriam Zdeněk Veselovský. 
12. listopadu – středa
 Irský ministr zahraničí Michael Martin ostře kritizoval výroky českého prezidenta Václava Klause, kterými se při své návštěvě Irska vyjadřoval o Lisabonské smlouvě a celkové situaci uvnitř Evropské unie.
 Krajskými hejtmany byli zvoleni Stanislav Mišák ve Zlínském kraji a Lubomír Franc v Královéhradeckém kraji.
 Česká republika se stala 18. členem Evropské kosmické agentury. 
13. listopadu – čtvrtek
 Krajskými hejtmany byli zvoleni Josef Novotný v Karlovarském kraji a Jaroslav Palas v Moravskoslezském kraji. 
 Liberecký státní zástupce obžaloval poslance KSČM a bývalého vězeňského dozorce Josefa Vondrušku ze zneužívání pravomoci veřejného činitele. 
14. listopadu – pátek
 Novými krajskými hejtmany byli zvoleni Jiří Běhounek v kraji Vysočina, Martin Tesařík v Olomouckém kraje a Milada Emmerová v Plzeňském kraji. 
 Ceny pro Velkého bratra (Big Brother Awards) za narušování soukromí lidí získali např. pražský magistrát za projekt „Opencard“, vláda USA za nový program povolování cest či Evropská komise za návrh zavést tzv. svlékací rámy na letištích. 
15. listopadu – sobota
 Novým hejtmanem Pardubického kraje byl zvolen Radko Martínek. 
 Z Mysu Canaveral odstartoval raketoplán Endeavour na misi STS-126 k ISS. 
 Somálští piráti unesli v Indickém oceánu supertanker Sirius Star s dvěma miliony barely ropy a 25 členy posádky na palubě. 
17. listopadu – pondělí
 V den státního svátku ČR došlo v Litvínově k vážným střetům mezi pravicovými radikály z Dělnické strany a policií ČR, která se snažila zabránit pochodu neonacistů k rómskému sídlišti Janov. Bylo zraněno několik osob a zapáleno auto městské policie. Policisté během demonstrace zmlátili obušky i neozbrojeného a označeného novináře Mosteckého deníku Václava Veverku a za pokřikování „ty mrdko“ zničili jeho kameru. 
 Během pietní slavnosti u památníku 17. listopadu na Národní třídě v Praze došlo potyčkám mezi účastníky slavnosti a odpůrci amerického protiraketového radaru z iniciativy Ne základnám. Incidentu byl přítomen ministerský předseda Mirek Topolánek, který se však do střetů aktivně nezapojil. 
19. listopadu – středa
 Indická válečná loď Tabar potopila v Adenském zálivu plavidlo somálských pirátů. Přitom piráti v uplynulých čtyřech dnech unesli celkem tři nákladní lodi. 
20. listopadu – čtvrtek
 Projekt Europeana (europeana.eu) byl oficiálně otevřen pro veřejnost. Webový portál však kapacitně nevydržel nápor zájemců, byl odstaven a znovuuvedení do veřejného provozu se očekává v prosinci. 
21. listopadu – pátek
 Novým hejtmanem Jihomoravského kraje byl zvolen Michal Hašek. 
22. listopadu – sobota
 Karvinsko zasáhlo zemětřesení o síle 3,5 stupně Richterovy stupnice způsobené důlními otřesy v hloubce 710 m pod povrchem. Dva horníci zahynuli. 
 Ve střední Evropě hustě sněžilo a foukal velmi silný vítr. 
23. listopadu – neděle
 V Mar del Plata vyhráli španělští tenisté potřetí v historii Davisův pohár, když porazili tým Argentiny. 
24. listopadu – pondělí
 Novým hejtmanem Jihočeského kraje byl zvolen Jiří Zimola. 
 Novým hejtmanem Středočeského kraje byl zvolen David Rath. 
25. listopadu – úterý
 V Thajsku silně zesílily protivládní protestní akce, jimiž opozice již přes půl roku usiluje o odstoupení současné vlády. Stoupenci opozice nyní obsadili hlavní halu mezinárodního letiště v Bangkoku a současně obléhají sídlo thajské vlády. 
 Pro větší autonomii Grónska na mateřském Dánsku se v úterním referendu vyslovilo 75,5 % grónských voličů. 
26. listopadu – středa
 Ústavní soud nenašel rozpor mezi Lisabonskou smlouvou a českým ústavním pořádkem. Konstatoval, že proces schvalování smlouvy může pokračovat. 
 V indické Bombaji bylo zabito přes sto lidí a dalších více než 300 bylo zraněno při sérii teroristických útoků na vlakovém nádraží a na dalších šesti místech. Teroristé drží rukojmí, zejména americké a britské občany, ve dvou hotelech. 
 Novou hejtmankou Ústeckého kraje byla zvolena Jana Vaňhová. 
27. listopadu – čtvrtek
 V Shelbyville (stát Indiana) zemřela Edna Parkerová (* 20. dubna 1893), podle Guinnessovy knihy rekordů nejstarší osoba na světě. Toto prvenství přechází na 115letou Portugalku Marii de Jesusovou. 
 Irácký parlament dnes schválil bezpečnostní dohodu s USA, která stanovuje nejzazší termín odchodu amerických vojsk z Iráku na konec roku 2011. 
28. listopadu – pátek
 Novým hejtmanem Libereckého kraje byl zvolen Stanislav Eichler 
 Čína popravila renomovaného biochemika Wo Wej-chana, který byl obviněn ze špionáže pro Tchaj-wan. 
29. listopadu – sobota
 Indické speciální síly ukončily v bombajském hotelu Tádžmahal po 60 hodinách operaci proti teroristům, kteří na 10 různých místech zabili nejméně 195 a zranili asi 320 osob. K útokům se přihlásila neznámá skupina Dekánští mudžáhidé, ale je pravděpodobné, že za akcí stojí sousední Pákistán, který dlouhodobě podporuje muslimské separatisty v Kašmíru. 
 V Kodani ve věku 90 let zemřel nejznámější dánský architekt Jørn Utzon, který proslul jako autor budovy opery v Sydney. 
30. listopadu – neděle
 raketoplán Endeavour přistál po úspěšném ukončení mise STS-126 u ISS na letecké základně Edwards v Kalifornii. Důvodem změny místa přistání bylo bouřlidé počasí na floridském Mysu Canaveral. 